# Trachyscorpia osheri
Trachyscorpia osheri is een straalvinnige vissensoort uit de familie van schorpioenvissen (Sebastidae). De wetenschappelijke naam van de soort is voor het eerst geldig gepubliceerd in 2008 door McCosker.